# ری رومانو
ری رومانو (انگلیسی: Ray Romano؛ زاده ۲۱ دسامبر ۱۹۵۷) یک هنرپیشه، کمدین و فیلم‌نامه‌نویس اهل ایالات متحده آمریکا است. وی بیشتر برای بازی در سریال همه ریموند را دوست دارند که برای او یک جایزه امی به‌همراه داشت و صداپیشگی شخصیت مندی در سری فیلم‌های عصر یخبندان شناخته‌می‌شود. رومانو تا کنون نامزد دریافت جوایز گلدن گلوب، امی، گرمی و انجمن بازیگران فیلم شده‌است.

## مسابقات
رومانو طی سال‌های ۲۰۰۷ تا ۲۰۱۵ در مسابقات جهانی پوکر شرکت می‌کرد. 

## فیلم‌شناسی

### سینما
| سال  | عنوان                        | نقش          | یادداشت      |
| ---- | ---------------------------- | ------------ | ------------ |
| ۲۰۰۲ | عصر یخبندان                  | مندی         | صداپیشه      |
| ۲۰۰۴ | مدح                          | اسکیپ کالینز |              |
| ۲۰۰۶ | عصر یخبندان: ذوب             | مندی         | صداپیشه      |
| ۲۰۰۶ | کباب‌شده                      | موریس        |              |
| ۲۰۰۸ | آخرین حرف                    |              |              |
| ۲۰۰۸ | بزرگ                         |              |              |
| ۲۰۰۹ | عصر یخبندان: ظهور دایناسورها | مندی         | صداپیشه      |
| ۲۰۰۹ | آدم‌های بامزه                 | خودش         | حضور افتخاری |
| ۲۰۱۲ | عصر یخبندان: رانش قاره‌ای     | مندی         | صداپیشه      |
| ۲۰۱۴ | سرقت از اوباش                | جری          |              |
| ۲۰۱۶ | عصر یخبندان: مسیر برخورد     | مندی         | صداپیشه      |
| ۲۰۱۷ | بیمار بزرگ                   | تری گاردنر   |              |
| ۲۰۱۹ | آموزش‌ بد                     | باب          |              |
| ۲۰۱۹ | مرد ایرلندی                  | بیل بوفالینو |              |
| ۲۰۲۴ | مرا به ماه پرواز ده          | هنری اسمالز  |              |

### تلویزیون
| سال       | عنوان                     | نقش    | یادداشت                    |
| --------- | ------------------------- | ------ | -------------------------- |
| ۲۰۰۵–۱۹۹۶ | همه ریموند را دوست دارند  | ریموند | همچنین نویسنده و تهیه‌کننده |
| ۱۹۹۹      | بکر                       | ریموند |                            |
| ۲۰۰۵      | سسمی استریت               | خودش   |                            |
| ۲۰۰۵      | سیمپسون‌ها                 | ری     |                            |
| ۲۰۰۸      | هانا مونتانا              | خودش   |                            |
| ۲۰۱۱      | آفیس                      | مرو    |                            |
| ۲۰۱۱      | عصر یخبندان: ماموت کریسمس | مانی   | فیلم تلویزیونی             |
| ۲۰۱۶      | واینل                     | زک     |                            |

### بازی‌های ویدئویی
| سال  | نقش                          | عنوان | یادداشت |
| ---- | ---------------------------- | ----- | ------- |
| ۲۰۰۷ | عصر یخبندان: ذوب             | مانی  |         |
| ۲۰۰۹ | عصر یخبندان: ظهور دایناسورها | مانی  |         |
| ۲۰۱۳ | روستای عصر یخبندان           | مانی  |         |

## ترانه‌شناسی
- زندگی در تالار کارنگی (۲۰۰۱، کلمبیا رکوردز)

## جوایز
| جایزه              | سال  | دسته‌بندی                                          | کار                      | نتیجه    |
| ------------------ | ---- | ------------------------------------------------- | ------------------------ | -------- |
| گلدن گلوب          | ۲۰۰۰ | بهترین بازیگر مرد سریال تلویزیونی کمدی یا موزیکال | همه ریموند را دوست دارند | نامزدشده |
| گلدن گلوب          | ۲۰۰۱ | بهترین بازیگر مرد سریال تلویزیونی کمدی یا موزیکال | همه ریموند را دوست دارند | نامزدشده |
| امی ساعات پربیننده | ۱۹۹۹ | بهترین مجموعه تلویزیونی کمدی (به عنوان تهیه‌کننده) | همه ریموند را دوست دارند | نامزدشده |
| امی ساعات پربیننده | ۱۹۹۹ | بهترین بازیگر مرد مجموعه تلویزیونی کمدی           | همه ریموند را دوست دارند | نامزدشده |
| امی ساعات پربیننده | ۲۰۰۰ | بهترین مجموعه تلویزیونی کمدی (به عنوان تهیه‌کننده) | همه ریموند را دوست دارند | نامزدشده |
| امی ساعات پربیننده | ۲۰۰۰ | بهترین بازیگر مرد مجموعه تلویزیونی کمدی           | همه ریموند را دوست دارند | نامزدشده |
| امی ساعات پربیننده | ۲۰۰۱ | بهترین مجموعه تلویزیونی کمدی (به عنوان تهیه‌کننده) | همه ریموند را دوست دارند | نامزدشده |
| امی ساعات پربیننده | ۲۰۰۱ | بهترین بازیگر مرد مجموعه تلویزیونی کمدی           | همه ریموند را دوست دارند | نامزدشده |
| امی ساعات پربیننده | ۲۰۰۲ | بهترین مجموعه تلویزیونی کمدی (به عنوان تهیه‌کننده) | همه ریموند را دوست دارند | نامزدشده |
| امی ساعات پربیننده | ۲۰۰۲ | بهترین بازیگر مرد مجموعه تلویزیونی کمدی           | همه ریموند را دوست دارند | پیروز    |
| امی ساعات پربیننده | ۲۰۰۳ | بهترین مجموعه تلویزیونی کمدی (به عنوان تهیه‌کننده) | همه ریموند را دوست دارند | پیروز    |
| امی ساعات پربیننده | ۲۰۰۳ | بهترین بازیگر مرد مجموعه تلویزیونی کمدی           | همه ریموند را دوست دارند | نامزدشده |
| امی ساعات پربیننده | ۲۰۰۴ | بهترین مجموعه تلویزیونی کمدی (به عنوان تهیه‌کننده) | همه ریموند را دوست دارند | نامزدشده |
| امی ساعات پربیننده | ۲۰۰۵ | بهترین مجموعه تلویزیونی کمدی (به عنوان تهیه‌کننده) | همه ریموند را دوست دارند | پیروز    |
| امی ساعات پربیننده | ۲۰۰۵ | بهترین بازیگر مرد مجموعه تلویزیونی کمدی           | همه ریموند را دوست دارند | نامزدشده |
| گرمی               | ۲۰۰۲ | بهترین آلبوم کمدی                                 | زندگی در تالار کارنگی    | نامزدشده |